# Raisa Kurvyakova
Raisa Kurvyakova (en russe : Раиса Васильевна Курвякова), née le 15 septembre 1945 à Gorno-Oulbinka (Kazakhstan-Oriental, RSS kazakhe), est une joueuse soviétique et kazakhe de basket-ball. Elle évolue durant sa carrière au poste d'ailière.

## Palmarès
- Championne olympique 1976
- Championne du monde 1971
- Championne du monde 1975
- Championne d'Europe 1972
- Championne d'Europe 1974
- Championne d'Europe 1976